# 643 до н. е.

## Події
12 січня 643 року до н. е. відбулося кільцеподібне-повне сонячне затемнення.
9 липня 643 року до н. е. відбулося кільцеподібне сонячне затемнення.